# Markos Vamvakaris

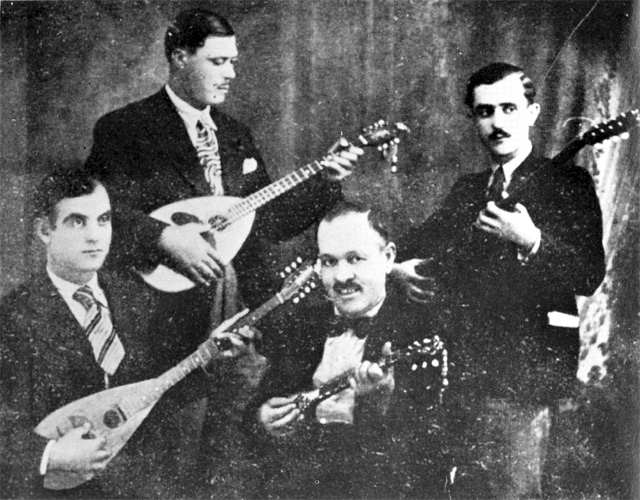
Il quartetto composto da Markos Vamvakaris (in piedi a sinistra), Stratos Pagioumtzis, Giorgos Batis, Anestis Delias.
Pireo anni '30.

Markos Vamvakaris (in greco Mάρκος Βαμβακάρης; Siro, 10 maggio 1905 – Atene, 8 febbraio 1972) è stato un musicista, cantante e compositore greco, grande maestro della musica rebetiko.

## Biografia
I suoi ammiratori lo soprannominarono "Il Patriarca del Rebetiko" per l'importanza che Markos Vamvakaris ebbe nello sviluppo e nella diffusione di questo genere musicale.
Dal retaggio storico della presenza veneziana nell'isola di Siro, dove è nato nel 1905, la sua famiglia apparteneva alla minoritaria comunità cattolica che localmente veniva anche chiamata Comunità Franca, mentre la restante e preponderante maggioranza della popolazione praticava la più diffusa religione ortodossa.
Da qui, il titolo di una delle sue più celebri canzoni, Frankosyriani (Φραγκοσυριανή), dedicata a una ragazza cattolica di Siro.
All'età di dodici anni, nell'errata convinzione di essere ricercato dalla polizia per qualcosa che aveva commesso, fuggì da Siro sbarcando nel porto del Pireo.
All'inizio, per sopravvivere fece i lavori più disparati come scaricatore di porto, minatore, lustrascarpe, strillone, macellaio e tanti altri ancora.
Finché, mentre lavorava ancora come macellaio, si avvicinò all'ambiente musicale imparando a suonare alla perfezione il bouzouki con straordinari virtuosismi strumentali, incominciando a comporre canzoni proprie.
All'inizio, cominciò a suonare presso fumerie illegali di hashish, denominate tekés; successivamente continuò a suonare in locali più leciti formando un quartetto composto, oltre che da sé stesso, anche dai suonatori Giorgos Batis, Anestis Delias e Stratos Pagioumtzis.
Il gruppo ottenne presto una discreta notorietà incominciando a fare qualche incisione discografica, guidando il cambio della musica Rebetika dallo stile di Smirne allo stile del Pireo.
Fu così che Markos Vamvakaris venne notato dal produttore discografico Spyros Peristeris, anch'egli musicista erudito e direttore d'orchestra, che lo spinse a cantare con la propria voce le canzoni da lui composte.
Nel 1932 incide il suo primo disco di rebetiko intitolato Na'rchósouna re magka mou (Να 'ρχόσουνα ρε μάγκα μου), Se tu fossi venuto o manga mio: manga è una parola di difficile traduzione in italiano, poiché nel greco colloquiale allude alla figura di un piccolo malavitoso con un comportamento spavaldo e dall'atteggiamento brillante e signorile che, nonostante viva di espedienti illegali, mantiene comunque dei valori morali.
In seguito, la carriera musicale di Vamvakaris subisce un declino dovuto principalmente al fatto che soffriva sia di artrite sia di asma, malattie che limitavano l'uso del bouzouki e del canto.
Tuttavia, verso gli anni '60, le sue vecchie canzoni vengono riscoperte dall'altrettanto importante maestro di rebetiko Vassilis Tsitsanis che le rilancia al pubblico con la voce di cantanti più in auge come Grīgorīs Mpithikōtsīs e Stratos Dionysiou.
Il suo stile compositivo era assolutamente semplice: orchestrazione minimale, linee melodiche e testi essenziali.
Con il trascorrere degli anni, anche dopo la sua scomparsa avvenuta nel 1972, riemerge il suo altissimo contributo alla musica greca e tutti gli altri compositori greci, contemporanei o postumi, lo riconoscono come fondatore del genere rebetiko.
Così il noto compositore Mikīs Theodōrakīs commentò su Markos Vamvakaris: "Tutti noi, siamo soltanto i rami di un albero e quell'albero è Markos".